# Mehrānābād (ort i Iran)
Mehrānābād (persiska: مهران آباد, مِهرانابادِ فِيز آباد, مِهران آباد وَ فِيز آباد) är en ort i Iran.   Den ligger i provinsen Teheran, i den centrala delen av landet, 18 km sydväst om huvudstaden Teheran. Mehrānābād ligger 1 070 meter över havet och antalet invånare är 245.
Terrängen runt Mehrānābād är platt, och sluttar söderut.Runt Mehrānābād är det tätbefolkat, med 397 invånare per kvadratkilometer. Närmaste större samhälle är Teheran, 18,2 km nordost om Mehrānābād. Trakten runt Mehrānābād består till största delen av jordbruksmark.